# فریتز زرنیکه
فریتز زرنیکه (به هلندی: Frits Zernike) ‏ (۱۶ ژوئیه ۱۸۸۸–۱۰ مارس ۱۹۶۶) فیزیک‌دان هلندی و برنده جایزه نوبل فیزیک در سال ۱۹۵۳ برای برای اختراع میکروسکوپ تباین فاز و روشهای مربوط به آن است.
شهرت این دانشمند بزرگ به خاطر اختراع میکروسکوپ اختلاف فاز است که باعث شد محققان و پژوهشگران علوم زیستی بتوانند بدون لکه‌گذاری و از بین بردن سلول‌های زنده، به مطالعه‌ی ساختار آن‌ها بپردازند. این اختراع بزرگ، تاکنون کمک قابل توجهی به علم و به‌ویژه علم بیولوژی کرده‌است. در واقع میکروسکوپی که این فیزیک‌دان اختراع کرد، باعث شد دانشمندان علوم زیستی بتوانند ساختار سلول‌های زنده را به شکلی صحیح مورد مطالعه قرار دهند که این موضوع یک جهش بزرگ در علم بیولوژی را موجب شد.

## زندگی وی
فریتز زرنیکه در شهر آمستردام چشم به جهان گشود. پدر و مادر فریتز هر دو معلم ریاضی بودند و گرایش فریتز به فیزیک، به همین بستر خانوادگی مربوط می‌شود؛ چرا که پدر وی علاقه‌ی شدیدی به علم فیزیک داشت و فریتز جوان را در فراگیری علم فیزیک یاری می‌داد. فریتز رشته‌ی شیمی، ریاضیات و فیزیک را در دانشگاه آمستردام گذراند. او در سال ۱۹۱۲ به خاطر تحقیقش در مورد پدیده اپالسنس در گازها جایزه دریافت کرد و در سال ۱۹۲۰ به‌عنوان استاد تمام در فیزیک نظری مشغول به تدریس شد. زرنیکه در سال ۱۹۳۰ تحقیقات گسترده‌ای در خصوص خطوط طیف انجام داد و بر اساس کشفیات خود، خطوط روح را به دنیای علم معرفی کرد. در سال ۱۹۳۳ برای نخستین بار زرنیکه تکنیک اختلاف فاز در طراحی میکروسکوپ‌ها را در کنفرانس فیزیک و پزشکی مطرح کرد. تحقیقات این دانشمند بزرگ توانست نظریه همدوسی را که علم مطالعه نور در فیزیک است، خلق کند و عمق ببخشد.
فریتز زرنیکه در ۱۰ مارس ۱۹۶۶ و در ۶۶ سالگی چشم از جهان فروبست. همان‌طور که وی علاقه‌ی خود را به علم فیزیک از پدرش به ارث برده بود، توانست الگویی باشد برای نوه‌ی خواهرش که در سال ۱۹۴۶ متولد شده بود. نوه‌ی خواهر فریتز زرنینکه، پروفسور خرارد توفت نیز یکی از دانشمندان بزرگ علم فیزیک است که توانست در سال ۱۹۹۹ به خاطر مشخص کردن ساختار کوانتومی در برهمکنش الکتروویک جایزه‌ی نوبل فیزیک دریافت کند و اصل تمام‌نگاری نیز هدیه‌ی این دانشمند بزرگ به علم فیزیک است.